# Ricardo Gutiérrez
 (mars 2015).
Ricardo Gutiérrez, né à Liège en 1966, est le secrétaire général de la Fédération européenne des journalistes, depuis le 1er septembre 2013. 
Il siège, à ce titre, au Comité de direction de la Confédération européenne des syndicats (CES) et au Conseil d'administration de l'Institut syndical européen (ETUI). Il est membre effectif du Conseil de déontologie journalistique (CDJ), l'organe d’autorégulation des médias francophones et germanophones de Belgique.
Pendant plus de 23 ans, il a été journaliste à la rédaction du journal belge francophone Le Soir. Il y couvrait l’actualité belge dans le domaine des politiques de santé et des libertés individuelles (convictions religieuses et philosophiques, privacy[Quoi ?]...). 

## Biographie
Titulaire d'une licence en journalisme de l'Université libre de Bruxelles (1988), où il a bénéficié d'une bourse de perfectionnement en pédagogie en tant qu'élève-assistant de Christian Jade (1987-1988), Ricardo Gutiérrez a d'abord été journaliste indépendant (1987-1989), avant d'être engagé par le quotidien syndical La Wallonie (1989-1990), prédécesseur du Matin, à Liège.
En mai 1990, il a participé au lancement de l'édition liégeoise du Soir, quotidien dont il a rejoint la rédaction centrale, à Bruxelles, en 1999. Coresponsable du supplément hebdomadaire Le Soir 2000 (1999), avec Jean-Claude Vantroyen et Christophe Schoune, il a ensuite dirigé le service Régions (2000-2001), puis le service Société (2002-2004) du quotidien.
Il a collaboré à la revue Fédération et à Golias Magazine.
Enquêtant sur les crimes pédophiles commis par les prêtres et les religieux, en Belgique, il a obtenu, le 28 décembre 2010, les aveux du chanoine altermondialiste François Houtart, qui venait de retirer sa candidature au prix Nobel de la paix.

### Activités académiques
Depuis septembre 2013, Ricardo Gutiérrez est maître de conférences à la Faculté de Lettres, Traduction et Communication de l'Université libre de Bruxelles (ULB), où il est titulaire du cours de pratiques journalistiques (perfectionnement), dans le cadre du master en journalisme.
Animateur d'un atelier d'écriture journalistique à la Haute École Leon-Eli Troclet (Isis), à Liège, de 1993 à 1996, Ricardo Gutiérrez a aussi été chargé de cours à l'Institut de journalisme (IDJ), à Bruxelles, de 2003 à 2013.
De 2010 à 2013, il a été membre du jury belge du prix européen du journalisme dans le domaine de la santé, décerné par la Commission européenne.
De 2007 à 2013, il a été assistant chargé d'exercices au département des sciences de l'information et de la communication de l'ULB (cours de Méthodologie et exercices de journalisme écrit, donné par Stéphane Renard, en 3e bac).

### Activités associatives et syndicales
Administrateur, président, puis vice-président de la Maison de la Presse de Liège (1989-2000), Ricardo Gutiérrez a également vice-présidé l'Association des journalistes professionnels des provinces de Liège et Luxembourg (AJPLL), de 1991 à 1996.
En 1999, il a été l'un des coproducteurs, au sein de l'association Les Amis du Travelling, du premier court-métrage du réalisateur Bouli Lanners, Travellinckx.
Affilié du SETCa (secteur Information & Communication), depuis 1987, il est membre effectif du Conseil d'entreprise de la société éditrice du journal Le Soir, le Groupe Rossel, depuis 1995. Il est également membre de la délégation syndicale SETCa, chez Rossel. 
Il a présidé, de 2002 à 2006, la Société des journalistes professionnels du Soir (SJPS), dont il avait précédemment assumé la vice-présidence, de 1998 à 2000.
De février 2007 à août 2013, il a siégé au Conseil de direction de l'Association des journalistes professionnels (AJP), où il représentait ses 500 consœurs et confrères de la presse quotidienne francophone de Belgique. En novembre 2013, il a été nommé membre effectif du Conseil de déontologie journalistique (CDJ).
En février 2011, il était classé troisième (sur dix candidats), au terme du concours organisé en vue du recrutement du nouveau secrétaire général de la Fédération internationale des journalistes.